# Gliedergürteldystrophie 2L
Die Gliedergürteldystrophie 2L (LGMD2L) ist eine Erbkrankheit aus der Gruppe der Gliedergürteldystrophien. Die LGMD2L wird durch Mutationen im ANO5-Gen (beim Menschen Chromosom 11, 11p14.3) verursacht und autosomal-rezessiv vererbt. ANO5 kodiert für das Protein Anoctamin-5. Das Protein spielt wahrscheinlich eine wichtige Rolle bei der Entwicklung des Muskel- und Skelettsystems. Es wird angenommen, dass Anoctamin-5 wie andere Anoctamine ein kalziumabhängiger Chloridkanal ist. Die genaue Funktion des Proteins ist nicht bekannt.
Männer scheinen häufiger und schwerer als Frauen betroffen zu sein. Typisch für die LGMD2L ist eine deutlich erhöhte Kreatinkinase. In einer Studie von 2012 war sie beispielsweise zwischen 20- und 50-fach erhöht. Die neueren Fallstudien von 2012 sprechen für einen sehr variablen Phänotyp, während zuvor noch ein asymmetrischer Musculus quadriceps femoris und ein atrophierter Musculus biceps brachii als typisch galt. Die bisher gefundenen Mutationen erstrecken sich über das gesamte Gen. Es besteht keine sichere Assoziation zwischen Lokalisation der Mutation und dem Phänotyp.
Eine kausale Therapie ist wie bei den anderen vererbten Gliedergürteldystrophien nicht bekannt, so dass symptomatische Maßnahmen wie Physiotherapie im Vordergrund stehen.
Andere homozygote ANO5-Mutationen als jene, die eine LGMD2L hervorrufen, können eine andere Muskelerkrankung aus der Gruppe der distalen Muskeldystrophien hervorrufen, die Miyoshi-Muskeldystrophie 3 (MDD3) Heterozygote Mutationen im ANO5-Gen führen dagegen zu keiner Muskelerkrankung, sondern zu einer Erkrankung des Skelettsystems der gnathodiaphysären Dysplasie (GDD).